# Roger Bambuck
Roger Bambuck (* 22. listopadu 1945) je bývalý francouzský atlet, sprinter, mistr Evropy v běhu na 200 metrů z roku 1966.

## Sportovní kariéra
Na mistrovství Evropy v Budapešti v roce 1966 zvítězil v běhu na 200 metrů, byl členem vítězné štafety na 4 × 100 metrů, ve finále nejkratšího sprintu doběhl druhý. Na olympiádě v Mexiku v roce 1968 skončil ve finále běhu na 100 i 200 metrů pátý. Francouzská štafeta na 4 × 100 metrů, jejímž byl členem, vybojovala bronzové medaile. Bambuck byl několikanásobným evropským rekordmanem v běhu na 100 metrů (nejlépe 10,11 v roce 1968) i 200 metrů (nejlépe 20,47 v roce 1968).
Po skončení sportovní kariéry se věnoval politice. V letech 1988 až 1991 byl státním sekretářem na ministerstvu školství, odpovědným za oblast mládeže a sportu.